# Beppe Wolgers
John Bertil Wolgers (Estocolmo; 10 de noviembre de 1928 - Östersund; 6 de agosto de 1986) fue un actor, poeta, traductor, letrista, autor, y artista sueco.

## Carrera
Wolgers nació en Estocolmo, Suecia. Era hijo del guardabosques John Wolgers y Gerda (née Korsgren). Asistió a Germantown Friends School en Filadelfia, Estados Unidos de 1947 a 1948 y Poppius newspaperskola y Otte Skölds målarskola de 1946-1947. Wolgers fue periodista en Stockholms-Tidningen de 1960 a 1961. 
Wolgers también exhibió junto con Ernfrid Bogstedt.
Escribió alrededor de mil canciones y se especializó en poner letras suecas a canciones extranjeras como " Walkin 'My Baby Back Home ", " Waltz for Debby ", " Dat Dere ", " Take Five " y " Bachianas brasileiras " no 5. También hizo varios libros y películas para niños, e hizo una serie famosa como un cuentista de buenas noches ligeramente loco para niños en la televisión sueca 1968-74 y, como notable, el padre de Pippi Långstrump la serie de televisión de 1969.

## Vida personal
Wolgers estuvo casado con Kerstin Dunér (nacida en 1932), hija del inspector de radio Osborn Dunér y su esposa. Tuvieron cuatro hijos; Tom (nacido en 1959), Mats (nacido en 1961), Benton (nacido en 1963) y Camilla (nacida en 1965)

## Fallecimiento
El 6 de agosto de 1986 Wolgers murió en Östersund debido a una úlcera péptica.